# Hannah Montana 2: Meet Miley Cyrus
Hannah Montana 2: Meet Miley Cyrus (с англ. «Ханна Монтана 2: Знакомьтесь с Майли Сайрус») — второй саундтрек сериала «Ханна Монтана», в который также входит дебютный альбом Майли Сайрус, издан в 2007 году. Диск разделили на две части, поскольку он преследует две цели — песни героини Ханны Монтаны из второго сезона шоу, а также песни самой Майли Сайрус.
В первую неделю выхода альбом дебютировал на первом месте в хит-параде Billboard 200 вследствие проданных 326 тысяч копий за первую неделю. На данный момент альбом купили свыше 4 миллионов экземпляров по всему миру. На протяжении 40 недель Hannah Montana 2: Meet Miley Cyrus находился в топ-50, а в неделю рождественских праздников вновь вернулся в топ-10 хит-парада Billboard 200. Альбом стал трижды платиновым в США с проданными 3,2 миллионами копий на территории страны.

## Список композиций
- «Hannah Montana 2»[3]:

1. «We Got the Party»
2. «Nobody’s Perfect»
3. «Make Some Noise»
4. «Rock Star»
5. «Old Blue Jeans»
6. «Life’s What You Make It»
7. «One in a Million»
8. «Bigger Than Us»
9. «You and Me Together»
10. «True Friend»

- «Meet Miley Cyrus»:

1. «See You Again»
2. «East Northumberland High»
3. «Let’s Dance»
4. «Girl’s Night Out»
5. «Right Here»
6. «As I Am»
7. «Start All Over»
8. «Clear»
9. «Good and Broken»
10. «I Miss You»

- «Artist Karaoke Series» — караоке-альбом, изданный Walt Disney Records 20 мая 2008 года. Состоит из восьми инструментальных композиций из «Meet Miley Cyrus», исполненных Майли Сайрус[4].

| №                   | Название                    | Длительность |
| ------------------- | --------------------------- | ------------ |
| 1.                  | «See You Again»             | 3:11         |
| 2.                  | «Start All Over»            | 3:26         |
| 3.                  | «G.N.O. (Girls' Night Out)» | 3:42         |
| 4.                  | «Let's Dance»               | 3:03         |
| 5.                  | «East Northumberland High»  | 3:22         |
| 6.                  | «Right Here»                | 2:39         |
| 7.                  | «As I Am»                   | 3:44         |
| 8.                  | «I Miss You»                | 3:59         |
| Общая длительность: | Общая длительность:         | 27:06        |

## Синглы
Синглы c «Hannah Montana 2»:
1. Nobody’s Perfect
вышел в формате цифрового скачивания, добравшись до первого места в хит-параде Radio Disney, а также занимал 27-ю строку в хит-параде Billboard Hot 100.
2. Make Some Noise
вышел в виде видео — концертного выступления, а также посредством скачивания на iTunes. В июле 2007 года песня дебютировала в хит-параде «100 горячих песен от Billboard», и в то же время её второй саундтрек дебютировал на 1-й позиции Billboard 200.
3. True Friend
вышел в виде концертного выступления 3 сентября 2007 года на канале Disney, а также занял 99-ю строку хит-парада Billboard Hot 100 и 82-ю позицию в хит-параде Pop Songs.
4. Life’s What You Make It
дебютировала на радио Disney 9 июня 2007 года, а сингл сопровождал концертный ролик, который стал рекламой второго сезона «Ханны Монтаны». Песня занимала 7-ю позицию в хит-параде Top Songs of iTunes, а также дебютировала на 25-й позиции хит-парада Billboard Hot 100 в июле 2007 года. В хит-параде Hot Digital Songs композиция остановилась на 14-й позиции.
5. We Got the Party
6. Bigger Than Us
7. One In a Million
на самом деле была перепета Майли Сайрус. Впервые песню исполнила немецкая певица Сэнди Меллинг для своего альбома 2004 года, однако, лирика была немного изменена, чтобы соответствовать возрасту юной Сайрус. Песня выпустили в цифровом виде для скачивания.
8. Rock Star

Синглы с Meet Miley Cyrus:
1. «G.N.O. (Girl’s Night Out)»;
2. «I Miss You»;
3. «See You Again»;
4. «Start All Over»;
5. «Good and Broken».